# Рант (обувь)

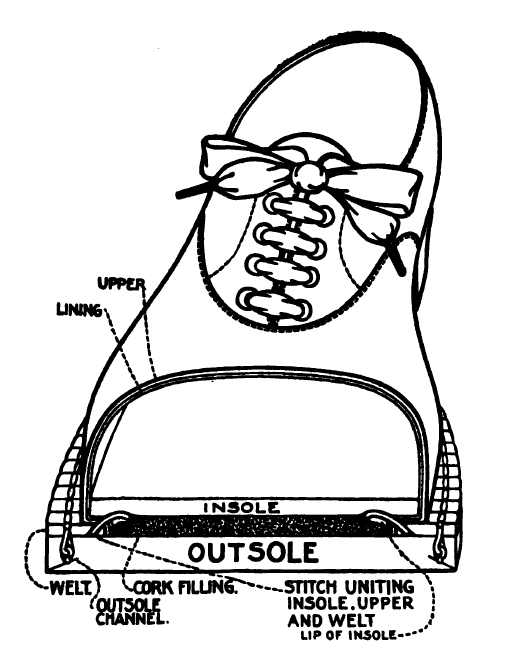
Схема обуви с рантом.

Обувной рант (рант Гудиера) — полоска кожи, резины или пластика, проходящая по периметру подошвы обуви. Механизм, использованный для этого процесса, был изобретён в 1869 году Чарльзом Гудиером-младшим, сыном Чарльза Гудиера. Как отмечают историки, Гудиер-младший был частым гостем на обувной фабрике Уильяма Дж. Дадли, основателя Johnston&Murphy, где проводились ранние работы на оборудовании для сшивания подошв.

## Конструкция
Предложенная Гудиером конструкция включает в себя пришивание ранта к верху обуви и полосе предварительно отформованного холста, проходящее кругом и приклеенного снизу к стельке обуви в качестве точки крепления для подошвы. Пространство, ограниченное рантом, затем заполняется пробкой или другим наполнителем (обычно пористым или перфорированным для воздухопроницаемости), а подошва проклеивается и сшивается с рантом. Рант обуви может быть и других типов конструкции.

## Технология
Процесс обработки ранта, предложенный Гудиером — это машинная альтернатива традиционному ручному методу (ок. 1500) для изготовления мужской обуви, позволяющая не только многократно менять подмётки, но и существенно ускоряющая этот процесс.
Верхняя часть обуви формируется поверх колодки и закрепляется путём пришивания кожаной, льняной или синтетической полоски (также известной как «рант») к внутренней и верхней подошве. Вместе с рантом, сшивание прочно удерживает материал вместе.
Для прострочки ранта машинным способом необходима тонкая фиксирующая полоска по периметру верхней части ранта (holdfast), использование которой образует полость, заполняемую пробковым материалом, что добавляет около 5 мм толщины подошвам. При ручной прошивке ранта фиксатор для ранта не используется, поэтому подошвы с рантом, прошитые вручную (hand welted), на выходе получаются на несколько миллиметров тоньше. Последней частью обуви является подошва, которая прикрепляется к ранту с помощью шва и высокопрочного клея. Результат относительно водонепроницаем и относительно прост для замены подмёток, верхняя часть не подвергается механическим нагрузкам при смене подмёток в отличие от обуви, прошитой или простроченной без ранта, поэтому её не придётся разнашивать по ноге заново. Обычно сам рант и его прострочка начинаются и заканчиваются на стыке с каблуком, но существуют и варианты с круговой прострочкой на 360°, такой способ прострочки реализован в обуви марки Allen Edmonds и образцах туфель, изготавливаемых под заказ. Туфли с рантом дороже в изготовлении и надёжнее в эксплуатации. Кроме того, как правило, они изготовлены из более качественных материалов и сортов кожи, чем производимые на автоматизированном оборудовании с формованными подошвами. Из-за этого обстоятельства, на туфлях с формованными подошвами нередко встречается фальшивый рант, приклеенный к подмёткам для придания видимости более дорогой и качественной обуви.